# Parc régional Obalski
Le parc régional Obalski est un parc régional situé dans la municipalité de Chibougamau, en Jamésie, dans la région administrative du Nord-du-Québec, au Québec (Canada).
La mission de ce parc régional est de se doter de nombreux équipements, de favoriser les activités récréatives de plein air en milieu naturel, de favoriser la conservation du milieu forestier et la préservation de la faune.

## Géographie
Ce parc est situé à l'est de la ville de Chibougamau et à l'est de route 167.

## Activités
Ce parc est ouvert toute l'année. L'accès au parc est gratuit. En été, la plupart des activités du parc sont gratuites. En hiver, des frais peuvent s'appliquer pour les services fournis. Ce parc occupe une superficie de 22 km2. Il est divisé en deux zones distinctes. La première partie a développé des sentiers. L'autre partie située plus au sud-est est plus rustique et sauvage. Ce parc possède deux abris, deux plages, un point d'observation de la région, un circuit d'interprétation audio en canot intitulé La nature nous parle!.
Les visiteurs du parc peuvent pratiquer le canoë, le kayak, le pédalo et la pêche (ou la pêche blanche en hiver). Ils peuvent également faire des randonnées pour interpréter la nature et l'environnement, observer la flore et la faune, utiliser la plage municipale (lac Gilman) avec surveillance. Les amateurs de cyclisme peuvent parcourir 26,4 km; vélo de montagne, 24,6 km; et le vélo de neige/fatbike en hiver. La raquette peut être pratiquée sur 23,3 km et le ski de fond. L'aire de pique-nique et la plage municipale du lac Gilman sont appréciées.
Les accès aux sentiers du parc sont situés près de la plage municipale  de Chibougamau. Deux autres accès sont possibles; l'un est situé au Centre de plein air du Mont-Chalco, au km 238 de route 167, et l'autre, au km 234 de la route 167, devant l'hôpital de Chibougamau.  Les sentiers du parc sont sous couvert boisé en forêt boréale.
- Sentier Kiwanis: au départ de la ville de Chibougamau, le sentier Kiwanis fait le tour des lacs Gilman. Ce sentier a un raccourci via le sentier Hydro, longeant partiellement chacun des lacs.
- Sentier rustique: ce sentier est emprunté par le sentier Kiwanis; les deux sentiers se rejoignent à l'extrémité ouest du Petit lac Gilman. Les randonneurs peuvent monter au sommet du mont Helios. Cette monture a été nommée en l'honneur du dieu grec du soleil. Au sommet, la vue est magnifique sur la ville de Chibougamau, lac Chibougamau et lac aux Dorés.
- Sentier du lac Sauvage: ce sentier traverse le lac du même nom et se termine au chemin Campbell.
- Un autre sentier mène au sommet du mont Chalco[1].

## Histoire
Ce site a d'abord été utilisé par les Cris. Cette zone est toujours un territoire de piégeage pour la communauté crie d'Oujé-Bougoumou. En 2005, un feu de forêt a ravagé le parc.

## Flore et faune
Dans le parc, les visiteurs peuvent voir le lièvre d'Amérique, la tétras du Canada, la gélinotte huppée et le renard roux. Parfois, il est possible de voir le lynx du Canada ici et l'ours noir plus rare.

## Toponymie
Le toponyme "Parc régional d'Obalski" évoque la mémoire de Joseph Obalski (1852-1915), ingénieur des mines qui a confirmé la présence d'importants gisements de cuivre dans la région.